# ADAC

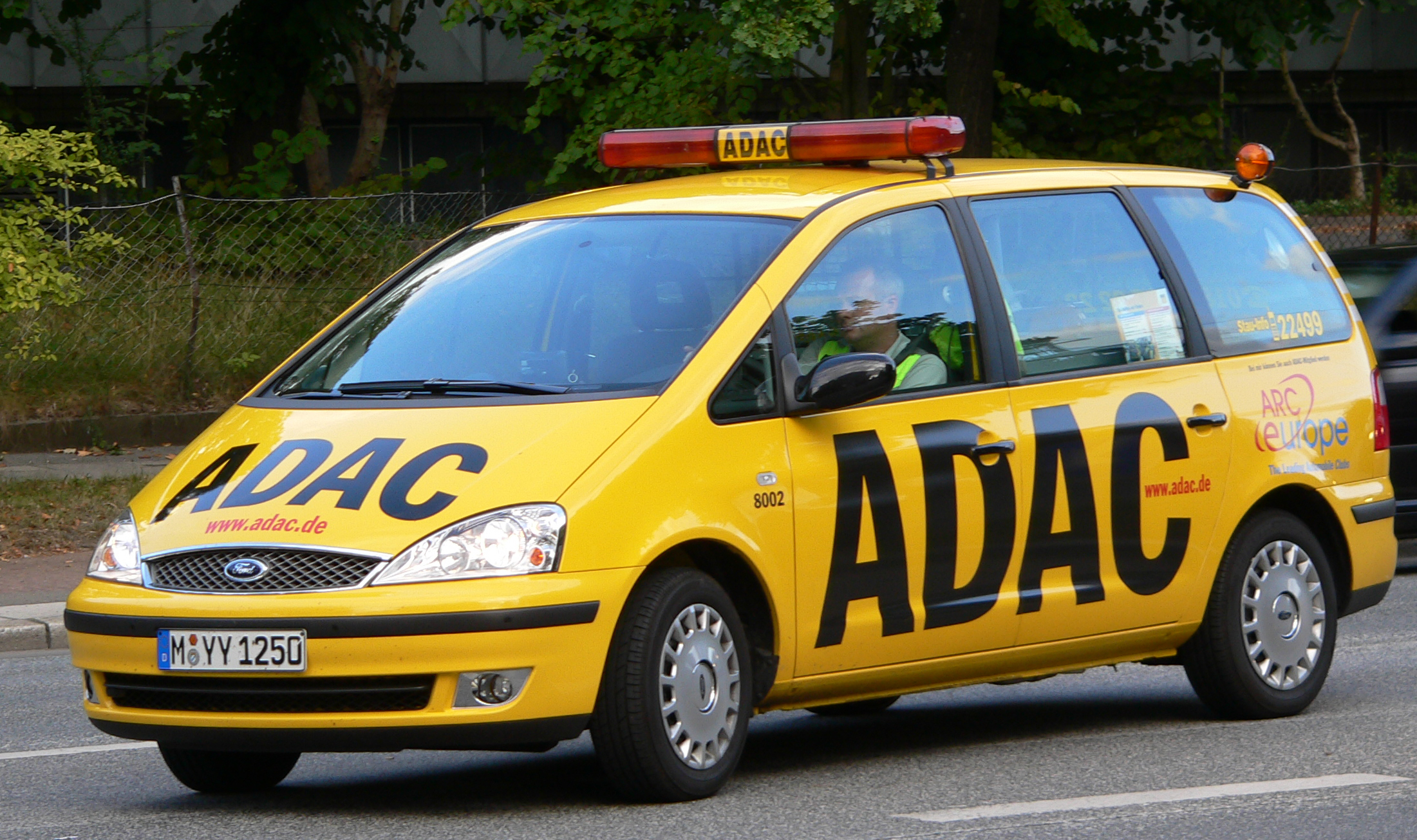
O Anjo Amarelo da ADAC

A ADAC (Allgemeiner Deutscher Automobil-Club e.V.) é o maior clube de automobilismo da Alemanha e Europa, com 15.290.614 membros em agosto de 2005. Foi fundada em 24 de maio de 1903 como "Deutsche Motorradfahrer-Vereinigung", sendo renomeada em 1911.

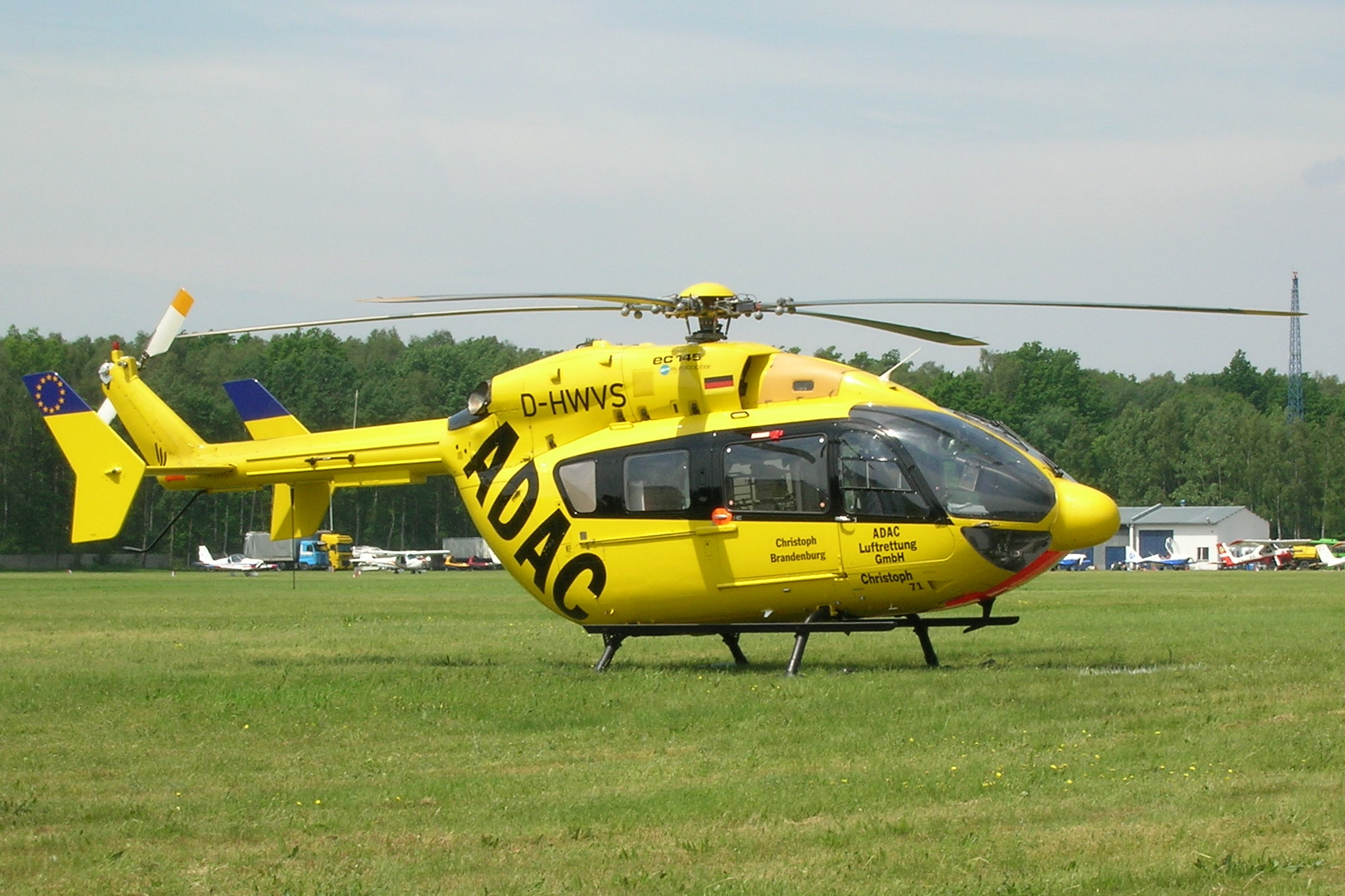
Um Eurocopter EC 145 da ADAC

A ADAC é membro da FIA e DMSB. Opera um grande exército de mecânicos móveis em carros amarelos que assistem motoristas com problemas - os "Anjos Amarelos". A ADAC realiza eventos como o Grande Prêmio Europeu e testes de colisão para avaliar a segurança de veículos. Em adição, a ADAC dispõe de 36 helicópteros para atendimentos médicos de urgência na Alemanha, posicionados estrategicamente para alcançar qualquer local em 15 minutos.